# 스포팅 스코프

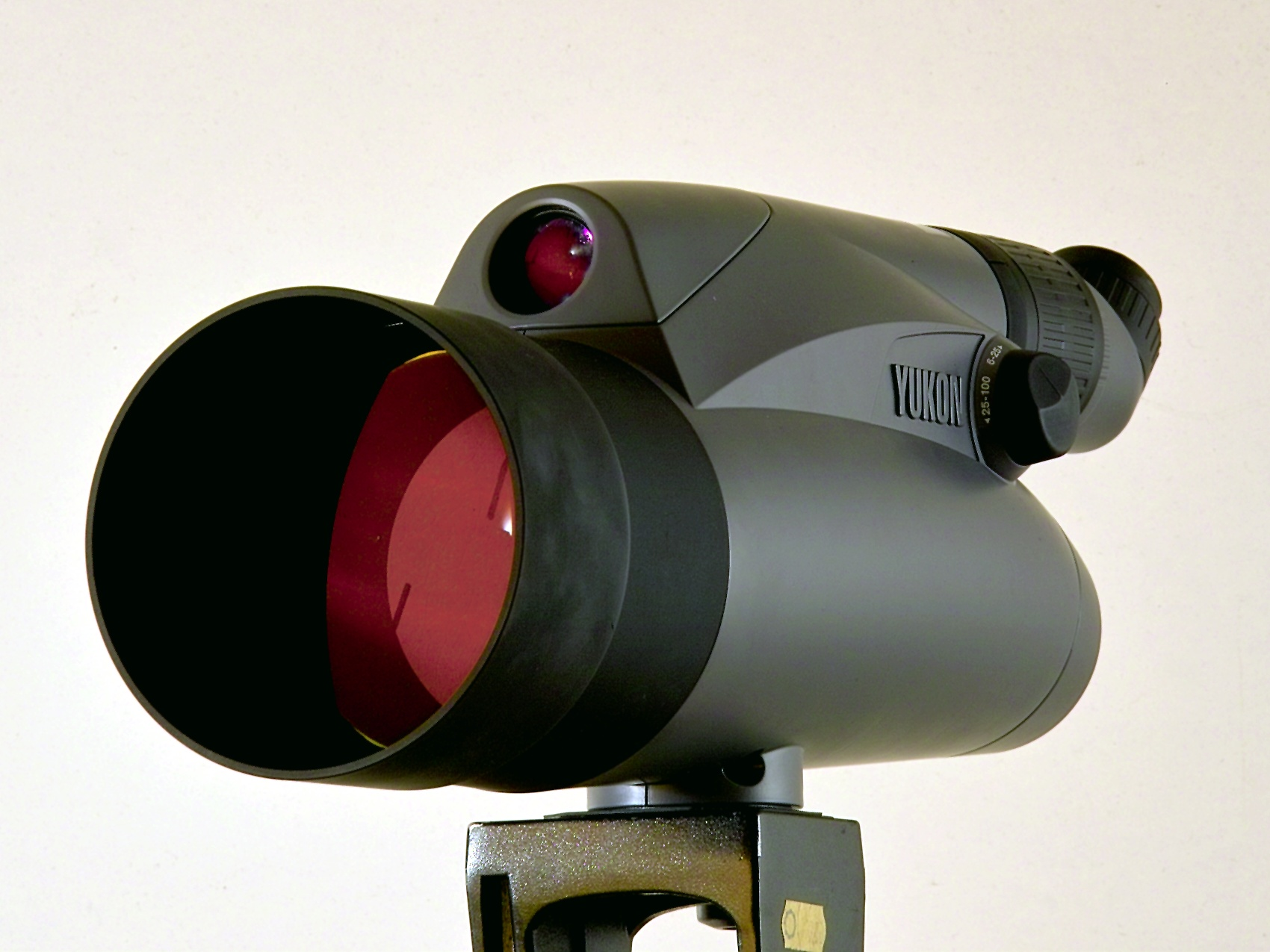
30mm 파인더스코프가 장착된 100밀리미터 스포팅 스코프

스포팅 스코프(spotting scope) 또는 스팟팅 스코프는 멀리 있는 동물, 사물 등을 자세히 관찰하는 데 최적화된 소형 경량 휴대용 망원경이다. 조류 관찰, 하늘 관찰 및 기타 자연주의 활동과 같은 다양한 야외 활동, 사수의 사격 위치를 확인하기 위한 사냥 및 표적 사격, 전술적 거리측량 및 감시 및 일반 쌍안경(일반적으로 20× ~ 60×)보다 더 높은 배율이 필요한 기타 응용 분야를 위한 삼각대 장착 광학 향상 장치로 사용된다.
스포팅 스코프의 집광 성능과 해상도는 대물 렌즈의 직경(일반적으로 50~80mm(2.0~3.1인치))에 따라 결정된다. 대물렌즈가 클수록 망원경의 크기도 커지고 가격도 더 비싸다.
광학 조립품에는 작은 굴절 대물렌즈, 내부 이미지 정립 시스템 및 일반적으로 제거 가능한 접안렌즈가 있다. 탐지 범위는 견고한 디자인, 삼각대에 부착하기 위한 장착 인터페이스, 초점 조정을 위해 인체공학적으로 설계되고 배치된 제어 손잡이를 가질 수 있다. 일부 스포팅 스코프에는 표준 거리 측정을 위한 십자선이 내장되어 있다.
스포팅 스코프 접안렌즈는 일반적으로 다양한 배율에 맞게 교체할 수 있거나 다양한 배율을 제공하기 위해 가변 줌 기능을 가질 수 있다. 20× 미만의 배율은 일반적이지 않으며, 60× 이상의 배율은 삼각대에서도 이미지 밝기가 낮아지고, 시야가 좁아지고, 이미지가 너무 많이 흔들릴 수 있기 때문에 일반적이지 않다. 접안렌즈 마운트 레이아웃은 "직선형"(접안렌즈가 스코프 본체와 동일한 축에 있음) 또는 "각진"(접안렌즈가 스코프 본체와 비스듬히 위치함(보통 45도))일 수 있다.
스포팅 스코프의 배율이 높으면, 진동으로 인한 이미지 교란이 발생하기 쉽기 때문에 고정적이고 안정적인 플랫폼을 제공하는 삼각대나 모노포드를 사용하여 안정화하는 경우가 많다. 삼각대 헤드를 사용하여 스코프의 필요한 움직임을 제어할 수 있다.

## 같이 보기
- 잠망경
- 밀리라디안